# Lock Me In
A Lock Me In (magyarul: Zárj be) a grúz Circus Mircus együttes dala, mellyel Grúziát képviselték a 2022-es Eurovíziós Dalfesztiválon Torinóban. A dal belső kiválasztás során nyerte el a dalversenyen való indulás jogát.

## Eurovíziós Dalfesztivál
2021. november 14-én vált hivatalossá, hogy a Grúz Közszolgálati Televízió az együttest választotta ki az ország képviseletére a 2022-es Eurovíziós Dalfesztiválon. A dal eredetileg 2022. március 10-én jelent volna meg, végül egy nappal előtte március 9-én jelenítették meg. Az elkészült videóklipet az orosz–ukrán krízis következtében csak később, április 1-jén tették publikussá.
A dalfesztivál előtt Tel-Avivban és Madridban, eurovíziós rendezvényeken népszerűsítették versenydalukat.
Az Eurovíziós Dalfesztiválon a dalt először a május 12-én rendezett második elődöntőben adták elő fellépési sorrend szerint ötödikként az Azerbajdzsánt képviselő Nadir Rustamli Fade to Black című dala után és a Máltát képviselő Emma Muscat I Am What I Am című dala előtt. Az elődöntőben a nézői szavazatok és a nemzetközi zsűrik pontjai alapján nem került be a dal a május 14-én megrendezésre került döntőbe. Összesítésben 22 ponttal a 18. helyen végeztek.